# Bloedbad van Camp Grant

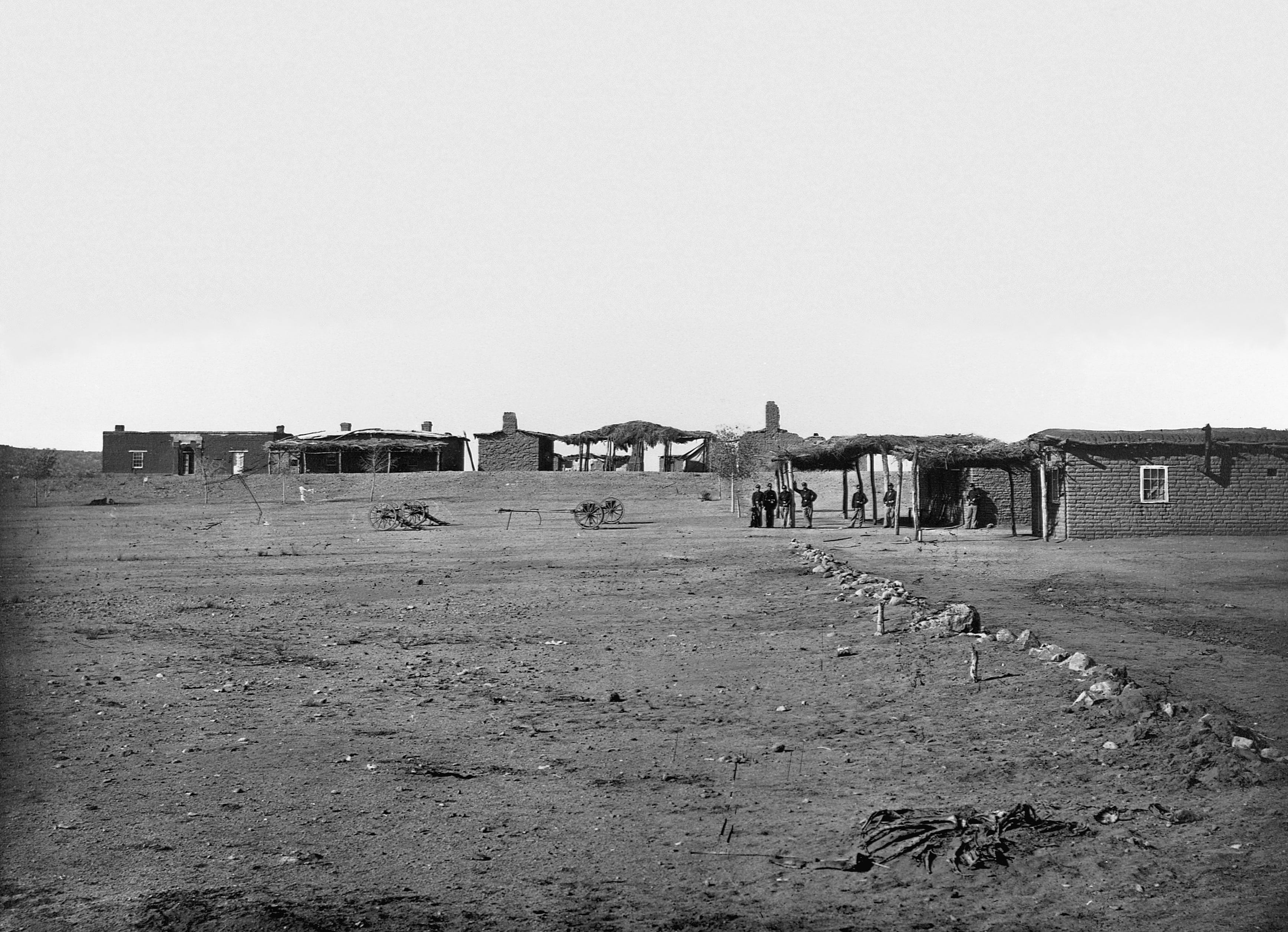
Camp Grant, gefotografeerd door John Karl Hillers in 1870

Het Bloedbad van Camp Grant op 30 april 1871 was een aanval van een knokploeg op ongewapende Pinal en Aravaipa Apache die zich al hadden overgegeven aan het United States Army in Camp Grant, Arizona, aan de San Pedro, in de Verenigde Staten. Er waren 144 doden te betreuren.
Het bloedbad leidde tot een serie veldslagen en campagnes tussen de Amerikanen, de Apache en hun Yavapai bondgenoten, die doorging tot 1875, waarvan de belangrijkste de Tonto Basin Campaign was van generaal George Crook van 1872-73.

## Geschiedenis

### Voorgeschiedenis

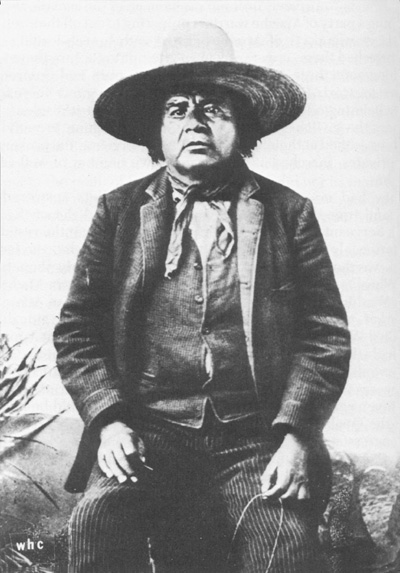
Eskiminzin

Eskiminzin van de Apachen kwam met 150 volgelingen in februari 1871 naar luitenant Royal E. Whitman in de kleine post Camp Grant, aan de samenloop van de Aravaipa-kreek en de San Pedro. Ze kwamen van de kreek Aravaipa, waaraan ze hun naam ontleenden, tussen de San Pedro en het Galiuro-gebergte. Eskiminzin legde Whitman uit dat hij geen vaste verblijfplaats meer had, omdat de Blauwjassen hen opjoegen en beschoten. Eskiminzin wilde vrede sluiten, een vaste woonplaats hebben en grond bebouwen. Whitman had niet de macht om een vredesverdrag te sluiten, maar zij konden zolang in de omgeving van het fort blijven leven, als formele krijgsgevangenen, als ze hun vuurwapens inleverden. Eskiminzin stemde toe en de indianen bouwden een dorp een paar kilometer ten noorden van het fort. Ze zaaiden ijverig maïs en kookten mescal (bladeren van de agave). Whitman was onder de indruk van hun ijver en nam enkele Aravaipa's in dienst om hooi te snijden. Veeboeren in de omgeving begonnen ook gebruik te maken van de arbeid van de Aravaipa's. Rond half maart sloten meer dan honderd andere Apache, alsmede enkele Pinal zich bij Eskiminzin aan. Whitman stuurde een verzoekschrift naar zijn meerderen, maar kreeg eind april te horen dat hij niet van de voorgeschreven formulieren gebruik had gemaakt. 
Op 10 april overvielen tien Apache San Xavier, ten zuiden van Tucson. Daarbij werden paarden en runderen buitgemaakt. Op 13 april werden vier Amerikanen gedood bij een overval ten oosten van Tucson, bij de San Pedro.
Tucson was bevolkt door drieduizend gokkers, salonhouders, kooplieden, vrachtvervoerders, gouddelvers en enkele zakenlui, die hun rijkdom hoopten te vergroten in een indianenoorlog, en die daartoe een 'Comité voor Openbare Veiligheid' hadden opgericht. Er waren geen Apache in de buurt en daarom besloot het comité te helpen bij de 'jacht op Apachen', die gemeenschappen in de omgeving hadden overvallen. Enkele leden van het comité verkondigden dat de plunderaars afkomstig waren van het Aravaipa-dorp, 90 km verderop. Het was onwaarschijnlijk dat de Aravaipa's een dergelijke afstand aflegden om paarden en runderen te stelen.. Toch werd deze verklaring door de meeste burgers van Tucson aanvaard. 'Zij waren immers fel gekant tegen agentschappen, waar apachen voor hun brood werkten en in vrede leefden: een dergelijke situatie leidde tot vermindering van het aantal soldaten en daarmee tot vermindering van hun inkomsten.'

### Bloedbad
William S. Oury organiseerde een expeditie tegen de ongewapende Aravaipa's bij Camp Grant. Er meldden zich zes Amerikanen en tweeënveertig Mexicanen en Oury rekruteerde daarom tweeënnegentig Papago-indianen, die jaren eerder door Spaanse soldaten onderworpen en door Spaanse priesters tot het christendom bekeerd waren. Op 28 april was Oury's knokploeg van 140 goed bewapende mannen gereed om te vertrekken.
Luitenant Whitman kreeg hier 30 april om 6.30 u. een boodschap over: een grote groep mannen uit Tucson kwam alle indianen bij Camp Grant uitroeien. Whitman stuurde twee tolken naar het indianendorp om de stamhoofden op te roepen met de hele gemeenschap naar het fort te komen. De koeriers kwamen een uur later terug met het bericht dat zij geen levende indianen hadden kunnen vinden.
De Tucson-expeditie had na 3.30 u. de toegangswegen naar het Aravaipa-dorp bezet en om 4.00 u. waren alle Aravaipa's gevlucht, gevangengenomen of gedood. De gevangenen, 27 in totaal, waren kinderen. Zij werden door de Papago in Mexico als slaven verkocht. Whitman snelde naar de plaats des onheils en trof het dorp nog nabrandend aan. Overal lagen dode en verminkte lichamen van vrouwen en kinderen. Alle kleren waren van de lichamen gerukt. C. B. Briesly, de kamparts, meldde dat twee vrouwen verkracht waren voordat ze werden omgebracht. Een baby van ongeveer tien maanden was door twee kogels gedood en een van de beentjes was nagenoeg afgehakt.

### Nasleep
Overlevenden waren de bergen in gevlucht. Whitman verzorgde de doden en veel indianen keerden terug. Er werden ongeveer 100 doden begraven, waaronder een oude man en grote jongen, alle anderen waren vrouwen en kinderen. Sommige indianen, die vluchtten en verwond waren, stierven alsnog, waardoor het totale dodental op 144 kwam. Eskiminzin keerde niet terug. Whitman zwoer dat hij niet zou rusten voor het recht zijn loop had gekregen en Aravaipa's begonnen hun dorp te herbouwen. Er kwam een proces tegen de moordenaars van Tucson. Volgens Oscar Hutton, gids van Camp Grant, had geen enkele indiaan uit het dorp deelgenomen aan rooftochten. F. L. Austin, koopman, Miles E. Wood, vleesleverancier, William Kness, postbezorger, legden gelijkluidende getuigenissen af. Het proces duurde drie dagen, in negentien minuten was de jury eruit en besloot tot vrijspraak van de moordenaars van Tucson. 
Whitman had zich bijzonder impopulair gemaakt met zijn sympathie voor de Apachen en na drie belachelijke processen en nog verscheidene dienstjaren zonder promotie, nam hij ontslag. 
Het bloedbad van Camp Grant vestigde de aandacht van Washington op de Apachen. 'President Grant beschreef de wraakoefening als 'pure moord' en droeg het Leger en het Bureau voor Indiaanse Aangelegenheden op de vrede in het zuidwesten te herstellen en te beschermen.'
In juni 1871 arriveerde generaal George Crook in Tucson. Hij nam het commando op zich over het Departement Arizona. Een paar weken later arriveerde Vincent Coyler, speciaal vertegenwoordiger van het Bureau voor Indiaanse Aangelegenheden, in Camp Grant. Beiden wilden graag met de belangrijkste apache-leiders spreken, met Cochise in het bijzonder. Coyler zocht via Eskiminzin contact met Cochise, maar slaagde daar niet in. Cochise was uitgeweken naar Nieuw-Mexico.